# Promises (Def Leppard)
Promises is een nummer van de Britse rockband Def Leppard uit 1999. Het is de eerste single van hun zevende studioalbum Euphoria.
"Promises" is een pop-georiënteerd glam metalnummer waarmee Def Leppard teruggaat naar hun stijl van late jaren '80. Het nummer bereikte een bescheiden 41e positie in het Verenigd Koninkrijk. Dit tot teleurstelling van gitarist Phil Collen, die het nummer mede had geschreven. Volgens Collen had "Promises" een hit moeten worden en denkt hij dat als het nummer "in een andere tijd zou zijn uitgebracht, het een grotere hit zou zijn geweest". In Canada was het nummer wel weer succesvol, daar werd het een top 20-hit. Buiten het Verenigd Koninkrijk en Canada wist de plaat geen hitparades te behalen.